# アカナマダ
アカナマダ（赤波馬駄、学名：Lophotus capellei、英名：North Pacific Crestfish）は、条鰭綱アカマンボウ目アカナマダ科に属する海水魚。

## 特徴
体長は普通、70cmから1mを超える程度だが、大きい個体は2mを超える。太平洋と大西洋の暖海域に分布し、沖合の水深200～1000mの中層に生息すると推測されている。日本でもまれに漁獲され、富山湾沿岸、北海道函館沖、神奈川県相模湾から鹿児島県沖、高知県沖、山口県沖などで漁獲もしくは台風などの後に海岸に打ち上げられる事がある。
強く側扁した細長い体や灰色の体色、基底が長く、頭部分の張り出しが目立つ赤色の背鰭といった特徴からフリソデウオ科の魚に似るが、臀鰭があることや前頭部が隆起していることで区別できる。口には歯が生えている。
浮袋の下方に墨汁嚢を持ち、肛門から墨汁のような黒い液体（墨）を噴出する奇妙な習性がある。生きて捕獲された個体は水温差などですぐ死ぬことが多いが、水族館で放されて1時間ほど生存した個体が墨を数回噴出し、16トンの水を黒く染めた例がある。

## 生態
深海魚であり、捕獲例が少ないため生態は不明点が多い。他のアカマンボウ目の魚類のように、表層部分を頭部を上にして漂っていると言われるが、定かではない。
捕獲された個体の胃からはカタクチイワシやイカのほか、包装フィルムが見つかっており、視覚で餌を探して誤食した可能性が指摘されている。
墨を吐くのは敵から身を守るためと云われるが、太陽の光が届かない暗黒の深海で墨汁様の液を噴出する意味と必要性については確かめられておらず、謎に包まれている。

## 近似種
近似種にLophotus lacepedeという本種に似た種と、本種と同じ科であり同じく稀種であるテングノタチEumethichthys fiski がいる。